# M5高速公路 (英國)
M5高速公路（英語：M5 motorway）是一條位於英格蘭，連接中部地區和西南部的高速公路。全長 262.2 公里（162.9 英里），並一共有 31 個交流道。它从伯明翰附近西布羅米奇的 M6 高速公路 J8 交流道開始，往西南方向一直延伸到德雲郡的雅息特。
M5 高速公路於1962年首次啟用，並經歷了數次延長擴建工程。全路線於1977年開通，從北至南分別連接了伯明翰（Birmingham）、 布朗史葛夫（Bromsgrove）、 德羅伊特威奇礦泉 （Droitwich Spa）、窩士打（Worcester）、蒂克斯伯里（Tewkesbury）、卓特咸（Cheltenham）、告士打（Gloucester）、布里斯托（Bristol）、克利夫登（Clevedon）、濱海韋斯頓（Weston-super-Mare）、布里奇沃特（Bridgwater）、汤顿（Taunton）和雅息特（Exeter）。